# Mormia albicornis
Mormia albicornis är en tvåvingeart som först beskrevs av Tonnoir 1919.  Mormia albicornis ingår i släktet Mormia och familjen fjärilsmyggor. Inga underarter finns listade i Catalogue of Life.